# Haplochromis crocopeplus
Haplochromis crocopeplus är en fiskart som beskrevs av Greenwood och Barel, 1978. Haplochromis crocopeplus ingår i släktet Haplochromis och familjen Cichlidae. IUCN kategoriserar arten globalt som akut hotad. Inga underarter finns listade i Catalogue of Life.